# Une ode américaine
Pour plus de détails, voir Fiche technique et Distribution.
Une ode américaine (Hillbilly Elegy) est un drame américain réalisé par Ron Howard et sorti en 2020. Il est basé sur les mémoires (parus en 2016) de l'homme d'affaires J. D. Vance, lequel est devenu vice-président des États-Unis en janvier 2025.

## Synopsis
Dans la région des Appalaches, J. D. Vance — étudiant en droit à l'université Yale — raconte l'histoire de sa famille, illustration du rêve américain à travers trois générations.
J. D. est contraint de retourner dans sa ville natale, une petite municipalité de l'Ohio gangrénée par la toxicomanie et la pauvreté.

## Fiche technique
Sauf indication contraire, les informations mentionnées dans cette section peuvent être confirmées par la base de données cinématographiques IMDb,  présente dans la section « Liens externes ».
- Titre original : Hillbilly Elegy
- Titre français : Une ode américaine
- Réalisation : Ron Howard
- Scénario : Vanessa Taylor, d'après l'autobiographie Hillbilly Élégie de J. D. Vance
- Direction artistique : Gregory A. Weimerskirch
- Décors : Molly Hughes
- Costumes : Virginia Johnson
- Photographie : Maryse Alberti
- Montage : James Wilcox
- Musique : Hans Zimmer et David Fleming
- Production : Brian Grazer, Ron Howard, Erica Huggins et Karen Lunder

Producteurs délégués : William M. Connor, Julie Oh, Diana Pokorny et J. D. Vance
- Société de production : Imagine Entertainment
- Société de distribution : Netflix
- Budget : 45 millions USD[2]
- Pays d'origine :  États-Unis
- Langue originale : anglais
- Format : couleur
- Genre : Drame biographique
- Durée : 117 minutes
- Dates de sortie :
  - États-Unis : 11 novembre 2020
  - Monde : 24 novembre 2020 (sur Netflix)

## Distribution
- Amy Adams (VF : Chloé Berthier) : Beverly « Bev » Vance, la mère de J. D. Vance
- Glenn Close (VF : Julie Carli) : Bonnie « Mamaw » Vance, la grand-mère de J. D.
- Gabriel Basso (VF : Marc Arnaud) : J. D. Vance
  - Owen Asztalos (VF : Garlan Le Martelot) :  J. D. Vance, jeune
- Haley Bennett (VF : Pauline Ziadé) : Lindsay Vance, la sœur ainée de J. D.
- Freida Pinto (VF : Kahina Tagherset) : Usha, la compagne de J. D.
- Bo Hopkins : « Papaw » Vance, le grand-père de J. D.
- Stephen Kunken : Phillip Roseman

## Production
Imagine Entertainment acquiert les droits de l'autobiographie Hillbilly Élégie de J. D. Vance en avril 2017.Ron Howard envisage de réaliser le film. En février 2018, Vanessa Taylor est engagée pour écrire le scénario.
En octobre 2018 et mars 2019, la réalisation Howard fait des repérages à Middletown dans l'Ohio,.
En janvier 2019, Netflix acquiert les droits de distribution du film et injecte 45 millions de dollars dans le projet.
En avril 2019, Glenn Close, Amy Adams, Gabriel Basso et Haley Bennett sont annoncés,,,. En juin 2019, ils sont rejoints par Freida Pinto, Bo Hopkins et Owen Asztalos.
Le tournage débute le 12 juin 2019 à Atlanta et s'achève le 8 août 2019. Il a lieu en Géorgie (Atlanta, Clayton, Macon) et dans l'Ohio (Middletown).

## Distinctions

### Nominations
- Golden Globes 2021 :  Meilleure actrice dans un second rôle pour Glenn Close
- 41e cérémonie des Razzie Awards
  - Pire actrice dans un second rôle pour Glenn Close
  - Pire réalisation Ron Howard
  - Pire scénario Vanessa Taylor
- Oscars 2021 : 
  - Meilleure actrice dans un second rôle pour Glenn Close
  - Meilleurs maquillages et coiffures

## Article annexe
- Psychotrope au cinéma et à la télévision